# Charles B. Child
Pour les articles homonymes, voir Child.
Charles B. Child, nom de plume de Claude Vernon Frost, né le 26 octobre 1903 à Londres, en Angleterre, et mort en 1993, est un écrivain britannique, spécialiste de la nouvelle de littérature policière.

## Biographie
Il travaille dès l'âge de dix-huit ans dans un journal en tenant la rubrique des faits divers pendant deux ans. Puis, il commence à écrire des nouvelles pour différents magazines londoniens.
Durant la Seconde Guerre mondiale, devenu officier de la Royal Air Force, il est nommé dans un service de contre-espionnage britannique à Bagdad et collabore avec la police locale. En 1943, il participe à la mise en place de la sécurité de la Conférence de Téhéran.
Après la guerre, il s'installe aux États-Unis et, s'inspirant de son expérience acquise dans la capitale irakienne, il entame une série de nouvelles dont le héros est Chafik J. Chafik, inspecteur à la Sûreté de Bagdad. Ces nouvelles sont publiées dans Collier's Weekly et reprises dans Ellery Queen's Mystery Magazine, parfois sous un titre différent. En France, vingt-trois de ces nouvelles sont publiées dans Mystère magazine.

## Œuvre

### Nouvelles

#### SérieChafik J. Chafik
- The Inspector Is Discreet (1947)
- Inspector Chafik Closes the Case (1947) Publié en français sous le titre L'inspecteur Chafik classe l'affaire, Paris, Éditions des Loisirs, coll. « Le Yard » no 25, décembre 1950
- The Devil Is a Gentleman (1947) Publié en français sous le titre Le diable est un gentleman, Paris, Opta, Mystère magazine no 112, mai 1957
- The Inspector Picks the Winner (1947)
- Satan Had Another Name (1948) Publié en français sous le titre Question de métier, Paris, Opta, Mystère magazine no 70, novembre 1953
- Blessed Are the Merceful (1948)
- Death Had a Voice (1948) Publié en français sous le titre La Voix qui criait "Tuez !", Paris, Opta, Mystère magazine no 74, mars 1954
- The Inspector Had a Wife (1948) Publié en français sous le titre Une épouse modèle, Paris, Opta, Mystère magazine no 79, août 1954
- The Sheik It Was Who Died (1948) Publié en français sous le titre Et ce fut le Sheik qui mourut, Paris, Opta, Mystère magazine no 84, janvier 1955
- The Inspector Had a Habit (1949)
- Then There Was Light (1949) Publié en français sous le titre Et la lumière se fit, Paris, Éditions des Loisirs, coll. « Le Yard » no 17, mars 1950
- One Came Back (1949)
- He Had a Little Shadow (1950) Publié en français sous le titre Une petite ombre, Paris, Opta, Mystère magazine no 90, juillet 1955
- A Quality of Mercy (1950) Publié en français sous le titre Le Masque d'une femme, Paris, Opta, Mystère magazine no 239, décembre 1967
- All the Birds of the Air (1950) Publié en français sous le titre Tous les oiseaux du ciel, Paris, Opta, Mystère magazine no 94, novembre 1955
- The Long, Thin Man (1950) Publié en français sous le titre Le Grand Homme mince, Paris, Opta, Mystère magazine no 104, septembre 1956
- The One Behind Him (1951)
- Violets for a Lady (1951)
- The Army of Little Ears (1951), aussi titré There Is a Man in Hiding Publié en français sous le titre Le Bataillon des petites oreilles, Paris, Opta, Mystère magazine no 110, mars 1957
- The Face of the Assassin (1952), aussi titré Death Danced in Baghdad Publié en français sous le titre Le Visage de l'assassin, Paris, Opta, Mystère magazine no 115, août 1957
- Death in the Fourth Dimension (1952)
- The Cockroaches of Baghdad (1952), aussi titré The Web Caught the Spider Publié en français sous le titre L'Araignée prise dans sa toile, Paris, Opta, Mystère magazine no 129, octobre 1958
- Do Not Choose Death (1953), première version titrée Dead Had Strange Hands en 1948 Publié en français sous le titre Les Étranges Mains de la mort, Paris, Opta, Mystère magazine no 216, janvier 1966
- Murder Weaves a Pattern (1953), aussi titré Death Was the Tempter Publié en français sous le titre La Trame d'un meurtre, Paris, Opta, Mystère magazine no 141, octobre 1959
- Death Had a Birthday (1953), aussi titré The Lady of Good Deeds
- Death Was a Wedding Guest (1954) Publié en français sous le titre Et la mort était aux noces, Paris, Opta, Mystère magazine no 163, août 1961
- The Thumbless Man (1955), aussi titré The Invisible Killer Publié en français sous le titre L'Homme sans pouce, Paris, Opta, Mystère magazine no 176, septembre 1962 ; réédition dans le recueil Les Meilleures Histoires de chambres closes, Minerve (1985)  (ISBN 2-86931-000-5)
- The Caller After Death (1955), aussi titré The Revenge of the Bedouin Publié en français sous le titre Sur les pas de la mort, Paris, Opta, Mystère magazine no 185, juin 1963
- Death Starts a Rumor (1956), aussi titré The Chicken Feather of Rumor Publié en français sous le titre Les Bruits qui courent, Paris, Opta, Mystère magazine no 170, mars 1962
- A Time to Mourn (1957) Publié en français sous le titre Le Temps des lamentations, Paris, Opta, Mystère magazine no 154, novembre 1960
- The Holy Days Crimes (1963), première version publiée sous le titre Royal Theft en 1955 Publié en français sous le titre Les Vols des jours saints, Paris, Opta, Mystère magazine no 189, octobre 1963
- A Lesson in Firearms (1965) Publié en français sous le titre L'Enfant et le Scorpion, Paris, Opta, Mystère magazine no 222, juillet 1966
- The Dwelling-Place of the Proud (1966) Publié en français sous le titre La Résidence de l'orgueil, Paris, Opta, Mystère magazine no 229, février 1967
- The Man Who Wasn't There (1969) Publié en français sous le titre L'Homme qui n'était pas là, Paris, Opta, Mystère magazine no 260, octobre 1969

#### Autre nouvelle
- Queen of the Wretched (1959)

### Recueil de nouvelles
- The Sleuth of Baghdad (2002), publication posthume

### Roman
- The Crime on the Heath (1937), signé C. Vernon Frost

## Sources
: document utilisé comme source pour la rédaction de cet article.
- Claude Mesplède (dir.), Dictionnaire des littératures policières, vol. 1 : A - I, Nantes, Joseph K, coll. « Temps noir », 2007, 1054 p. (ISBN 978-2-910-68644-4, OCLC 315873251), p. 423-424